# Draba brackenridgei
Draba brackenridgei är en korsblommig växtart som beskrevs av Asa Gray. Draba brackenridgei ingår i släktet drabor, och familjen korsblommiga växter. Inga underarter finns listade i Catalogue of Life.